# Michael Stavarič

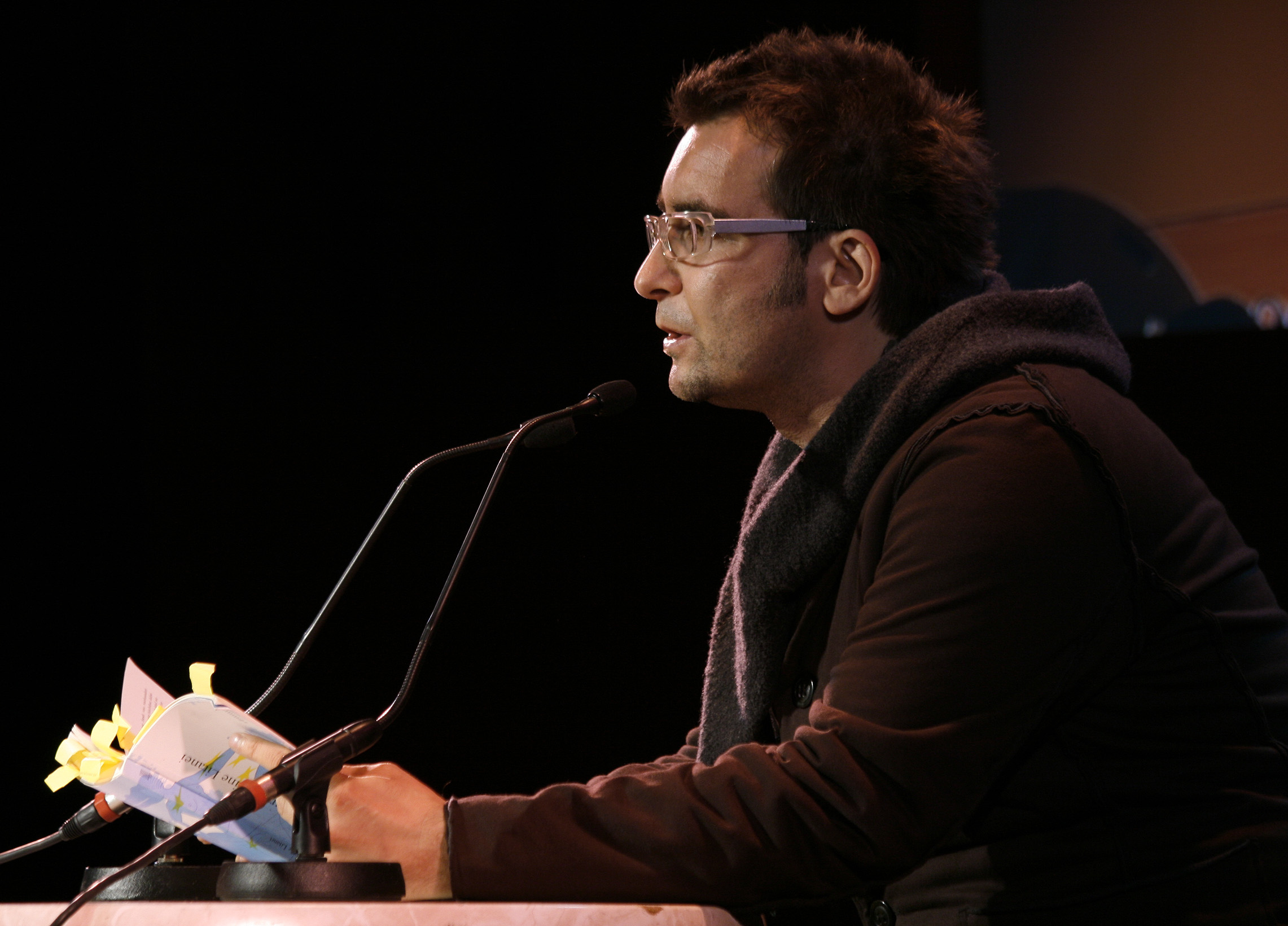
Michael Stavarič při veřejném čtení ve Vídni (2008)

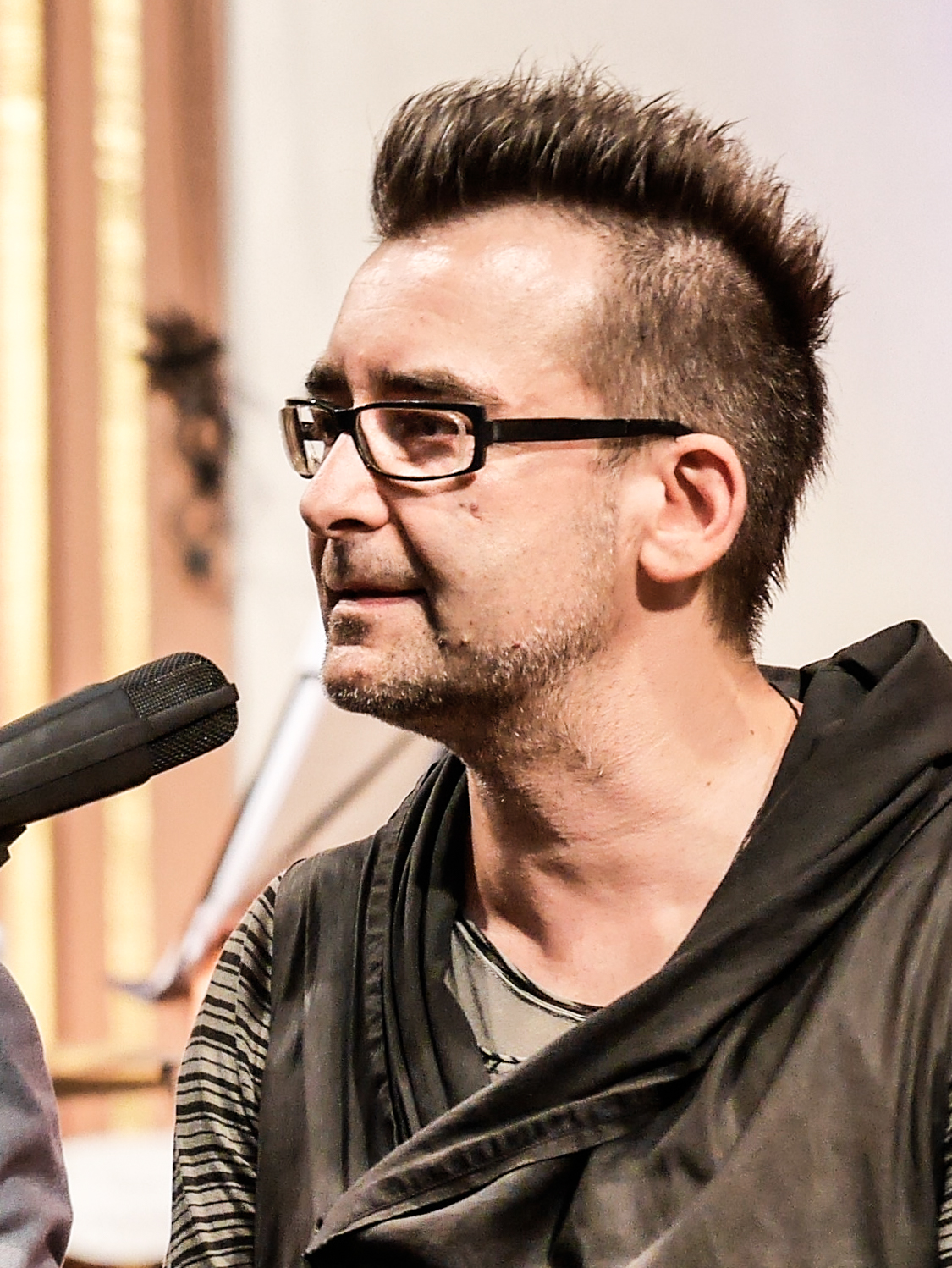
Michael Stavarič

Michael Stavarič (* 7. ledna 1972 v Brně) je rakousko-český spisovatel a překladatel.

## Život
V Rakousku žije od roku 1979, kdy se jeho rodiče rozhodli emigrovat z tehdejšího Československa.
Z původního záměru odjet do Kanady sešlo a rodina se usadila v dolnorakouském Laa an der Thaya.
Vystudoval bohemistiku a publicistiku na Vídeňské univerzitě. Ve své diplomové práci z roku 1998 se zabýval jazykovými strukturami titulků českých novin Mladá fronta Dnes a Blesk.
Po ukončení studia psal recenze pro rakouský deník Die Presse (Spektrum), vídeňský magazín Falter a lektorské posudky pro různá nakladatelství.
Následovaly publikace v časopisech a antologiích, mj. Etcetera, Lichtungen, Podium Literaturzeitschrift a
Bella Triste. Dále pracoval jako Executive Coordinator prezidenta Mezinárodního PEN klubu a jako sekretář bývalého velvyslance České republiky Jiřího Gruši. Několik let vyučoval také inline bruslení.
Dnes žije jako spisovatel na volné noze. Účastní se literárních festivalů (např. Wortspiele ve Vídni či Mnichově, Měsíc autorského čtení v Brně) a knižních veletrhů (např. ve Vídni, Lipsku či Frankfurtu nad Mohanem). Od října 2009 do ledna 2010 byl na tříměsíčním stipendijním pobytu Max Kade Foundation v New Yorku.

## Dílo
Stavaričovy literární začátky tvoří dvě básnické sbírky z let 2000 a 2002 (Flügellos a Tagwerk. Landnahme. Ungelenk.). Dále následovaly prozaické texty jako Europa. Eine Litanei (2005), stillborn (2006), Terminifera (2007), Nkaah – Experimente am lebenden Objekt (2008), Magma (2008), Böse Spiele (2009), román Brenntage (2011) a další.
Je též autorem knížek pro děti Gaggalagu (2006) a Biebu (2008), za něž získal mj. Rakouskou státní cenu za literaturu pro děti a mládež.
Biebu vyšel v roce 2009 česky. Téhož roku vyšel v češtině i román stillborn v překladu české spisovatelky a překladatelky Radky Denemarkové, a to pod názvem Mrtvorozená Eliška Frankensteinová. V roce 2010 přidal k dětským titulům Die kleine Sensenfrau (Děvčátko s kosou), které vydalo česky v roce 2015 nakladatelství Portál.
Stavaričovu tvorbu charakterizuje neotřelý přístup k jazyku a svébytná ironie. Jeho postavy jsou většinou outsideři (tzv. Außenseiter), kteří to nemají snadné, a proto se také musejí vyzbrojit vlastním speciálním humorem.

## Ocenění
- 2012: Cena Adelberta von Chamissa za román Brenntage
- 2009: Mira Lobe Stipendium des österreichischen Bundesministeriums für Unterricht, Kunst und Kultur
- 2009: Literaturpreis Wartholz
- 2009: Hohenemser Literaturpreis, spolu s Agnieszkou Piwowarskou
- 2009: Rakouská státní cena za literaturu pro děti a mládež (Österreichischer Staatspreis für Kinder- und Jugendliteratur) za Biebu
- 2009: Stipendium der Max Kade Foundation New York
- 2008: Arbeitsstipendium der Robert Bosch Stiftung
- 2008: Projektstipendium für Literatur des österreichischen Bundesministeriums für Unterricht, Kunst und Kultur
- 2008: Förderungspreis der Stadt Wien
- 2008: Adelbert-von-Chamisso-Förderpreis za Terminifera
- 2007: Buch.Preis za stillborn
- 2007: Rakouská státní cena za literaturu pro děti a mládež (Österreichischer Staatspreis für Kinder- und Jugendliteratur) za Gaggalagu
- 2006: Cena publika literárního festivalu Wortspiele (Publikumspreis des Literaturfestivals Wortspiele)
- 2003: Literární cena Akademie Graz (Literaturpreis der Akademie Graz)
- 2002: International Poetry Competition Award

## Přehled děl

### Básně
- Flügellos, básně, Edition Va Bene, Klosterneuburg 2000, ISBN 3-85167-098-1.
- in an schwoazzn kittl gwicklt, básně, Czernin Verlag. Wien 2017, ISBN 978-3-7076-0600-3.

### Romány
- stillborn, román, Residenz Verlag, St. Pölten - Salzburg 2006; 2008, ISBN 3-7017-1440-1; ISBN 978-3-7017-4002-4.
- Terminifera, román, Residenz Verlag, St. Pölten - Salzburg 2007, ISBN 978-3-7017-1475-9.
- Magma, román, Residenz Verlag, St. Pölten - Salzburg 2008, ISBN 978-3-7017-1506-0.
- Böse Spiele, román, C.H.Beck, München 2009, ISBN 978-3-406-58240-0.
- Brenntage, román, C.H.Beck, München 2011, ISBN 978-3-406-61265-7.
- Königreich der Schatten, román, C.H.Beck, München 2013, ISBN 978-3-406-65389-6.
- Gotland, román, Luchterhand - Randomhouse, München 2017, ISBN 978-3-630-87543-9.